# Sig Koscik
Sigmund Peter Koscik (ur. 11 marca 1946) – australijski lekkoatleta, oszczepnik.
Zajął 4. miejsce w rzucie oszczepem na igrzyskach Brytyjskiej Wspólnoty Narodów w 1970 w Edynburgu.
Zdobył dwa medale w tej konkurencji na igrzyskach Konferencji Pacyfiku: srebrny w 1973 w Toronto i brązowy w 1969 w Tokio.
Koscik był mistrzem Australii w rzucie oszczepem w 1968/1969, 1969/1970, 1971/1972, 1972/1973 i 1974/1975 oraz brązowym medalistą w 1975/1976.
Jego rekord życiowy w rzucie oszczepem (starego typu) wynosił 80,42 m, ustanowiony 1 listopada 1971 w Melbourne.

## Rodzina
Jego żoną jest Margaret Parker, australijska oszczepniczka, mistrzyni igrzysk Imperium Brytyjskiego i Wspólnoty Brytyjskiej w 1966.